# Walter Folotalu
Hon. Walter Folotalu (* 1955 in Gwaunaano, Malaita) ist ein Politiker der Salomonen, der unter anderem zwischen 1993 und 1997 sowie erneut von 2008 bis 2014 Mitglied des Nationalparlaments sowie zeitweilig Minister war.

## Leben
Walter Folotalu absolvierte nach dem Schulbesuch eine Polizeiausbildung am Royal New Zealand Police College in Porirua und war danach als Detective Sergeant bei der Royal Solomon Islands Police tätig. Nachdem er die Singapore Aviation Academy (SAA) absolviert hatte, fungierte er als Leitender Beamter der Zivilluftfahrtbehörde, einer Außenstelle der Pacific Aviation Safety Office (PASO) auf den Salomonen. Bei den Wahlen am 26. Mai 1993 wurde er im Wahlkreis Baegu/Asifola Constituency zum Mitglied des Nationalparlaments gewählt und gehörte diesem bis zu den Wahlen am 6. August 1997 an. Er fungierte als Vorsitzender der Postgesellschaft Solomon Islands Postal Corporation sowie der Investmentgesellschaft ICSI (Investment Corporation Solomon Islands). Bei einer Nachwahl (By-election) am 23. September 2008 wurde er im Wahlkreis Lau-Mbaelelea Constituency erneut zum Mitglied des Nationalparlaments gewählt und gehörte diesem nach seiner Wiederwahl bei den Wahlen am 4. August 2010 bis zu den Wahlen am 19. November 2014 an. Er war zwischen dem 10. September 2010 und dem 17. November 2011 Mitglied des Hauptausschusses des Parlaments (Parliamentary House Committee).
Im Kabinett von Premierminister Danny Philip übernahm er am 17. Februar 2011 das Amt als Minister für Provinzregierungen und institutionelle Stärkung (Minister of Provincial Government and Institutional Strengthening) und hatte dieses bis zum Ende von Philips Amtszeit am 11. November 2011 inne. Im darauf folgenden Kabinett von Premierminister Gordon Darcy Lilo bekleidete er vom 16. November 2011 bis zum 8. Februar 2012 abermals das Amt als Minister für Provinzregierungen und institutionelle Stärkung sowie im Anschluss zwischen dem 8. Februar 2012 und dem 8. September 2014 als Minister für Kommunikation und Luftfahrt (Minister of Communication and Aviation).